# Arrondissement Pithiviers
Pithiviers is een arrondissement van het Franse departement Loiret in de regio Centre-Val de Loire. De onderprefectuur is Pithiviers.

## Kantons
Het arrondissement was tot 2014 samengesteld uit de volgende kantons:
- Kanton Beaune-la-Rolande
- Kanton Malesherbes
- Kanton Outarville
- Kanton Pithiviers
- Kanton Puiseaux

Na de herindeling van de kantons bij decreet van 25 februari 2014 met uitwerking op 22 maart 2015 omvat het arrondissement nog volgende kantons:
- Kanton Le Malesherbois
- Kanton Pithiviers ( deel : 31/35 )